# Championnats du monde junior de ski nordique 2014
Navigation
Édition précédente Édition suivante
Les championnats du monde junior de ski nordique 2014 se déroulent du 27 janvier 2014 au 3 février 2014 à Val di Fiemme en Italie, sous l'égide de la fédération internationale de ski. L’événement comprend les championnats du monde junior de ski de fond, de saut à ski et de combiné nordique. Les athlètes doivent être âgés de moins de vingt ans. Parallèlement, des championnats du monde de ski de fond des moins de 23 ans se tiennent avec six épreuves au programme.

## Contexte
La particularité des championnats du monde junior de ski nordique est qu'ils ne sont pas outrageusement dominés par les pays scandinaves ni germaniques puisque lors de l'édition de 2013 à Erzurum en Turquie, le classement des médailles fut remporté par la Russie devant la Slovénie et le Japon. La compétition a permis les années précédentes de mettre en valeur de grands espoirs du ski nordique qui plus tard ont confirmé au plus haut niveau tels que Petter Northug, Gregor Schlierenzauer, Therese Johaug, Lukáš Bauer, Samppa Lajunen, Marit Bjørgen, Janne Ahonen, Thomas Morgenstern, Hannu Manninen ou Alessandro Pittin.

## Programme
Quinze épreuves sont au programme des championnats du monde junior : huit en ski de fond, quatre en saut à ski et trois en combiné nordique. Ce chiffre n'a cessé d'augmenter depuis le regroupement des trois disciplines en un seul événement de dix épreuves en 1991 à quinze depuis 2012.
Parallèlement aux championnats du monde junior se tiennent les championnats du monde de ski de fond des moins de 23 ans. Six épreuves sont programmées.

## Déroulement des épreuves et podiums

### Championnats du monde junior

#### Ski de fond

##### Hommes
| Épreuves                                                          | Or                    | Argent            | Bronze         |
| ----------------------------------------------------------------- | --------------------- | ----------------- | -------------- |
| 1,5 km Sprint Libre résultats détaillés                           | Jean Tiberghien       | Oskar Svensson    | Joni Mäki      |
| Relais 4 × 5 km Classique et libre résultats détaillés            | Norvège               | France            | Russie         |
| 10 km Classique résultats détaillés                               | Roman Kaygorodov      | Jens Burman       | Petter Reistad |
| 20 km skiathlon 10 km classique + 10 km libre résultats détaillés | Eirik Sverdrup Augdal | Alexey Chervotkin | Johan Hoel     |

##### Femmes
| Épreuves                                                        | Or                | Argent           | Bronze           |
| --------------------------------------------------------------- | ----------------- | ---------------- | ---------------- |
| 1,2 km Sprint Libre résultats détaillés                         | Jonna Sundling    | Lotta Udnes Weng | Yulia Belorukova |
| Relais 4 × 3,3 km Classique et libre résultats détaillés        | Suède             | Russie           | Norvège          |
| 5 km Classique résultats détaillés                              | Natalia Nepryaeva | Sofia Henriksson | Anastasia Sedova |
| 10 km skiathlon 5 km classique + 5 km libre résultats détaillés | Sarah Schaber     | Alisa Zhambalova | Anna Dyvik       |

#### Saut à ski
Les épreuves de saut à ski ont lieu sur le tremplin Giuseppe dal Ben HS 106 à Predazzo.

##### Hommes
Le concours individuel masculin prévu le jeudi 30 janvier 2014 est reporté au lendemain 31 janvier, pour cause de chute de neige abondantes.
| Épreuves           | Or                                                                               | Argent                                                                               | Bronze                                                                                               |
| ------------------ | -------------------------------------------------------------------------------- | ------------------------------------------------------------------------------------ | --- |
| HS 100             | Jakub Wolny                                                                      | Patrick Streitler                                                                    | Evgeniy Klimov                                                                                       |
| HS 100 par équipes | Pologne- Jakub Wolny - Aleksander Zniszczol - Krzysztof Biegun - Klemens Muranka | Autriche- Simon Greiderer - Ulrich Wohlgenannt - Elias Tollinger - Patrick Streitler | Norvège- Daniel-Andre Tande - Johann Andre Forfang - Hans Petter Bergquist - Mats Soehagen Berggaard |

##### Femmes

###### Favorites
Les favorites sont les sauteuses vedettes de coupe du monde 2014 : Sara Takanashi,, Coline Mattel,, ainsi que Julia Clair, Maren Lundby, Yūki Itō... S'y ajoutent Chiara Hölzl, Anna Rupprecht, Veronica Zobel et Katharina Althaus, les sauteuses ayant réussi les meilleurs sauts lors des entraînement.

###### Concours individuel
Dès le saut d'essai, les favorites montrent les meilleurs sauts : Sara Takanashi est devant, puis Coline Mattel, Yūki Itō, Urša Bogataj, Katharina Althaus, Maren Lundby...
La première manche voit Sara Takanashi faire le saut le plus long avec 100,5 mètres : elle a déjà 8 points d'avance sur Coline Mattel et ses 97 mètres. Vient ensuite Yūki Itō à 1,8 points ; puis Katharina Althaus à 0,2 points ; et Maren Lundby à 0,9 points : Takanashi semble en bonne voie pour gagner ce concours, mais la médaille d'argent va se disputer entre les quatre suivantes, séparées de moins de 3 points.
En deuxième manche, Lundby améliore son score, en réalisant le deuxième saut de la manche. Derrière elle Althaus ne fait que la sixième performance de la manche, dépassée par Urša Bogataj qui reste malgré tout derrière au classement final. Itō elle aussi marque moins de points lors de son deuxième saut, et perd sa troisième place provisoire. Mattel égale sa performance lors du deuxième saut, et résiste à la remontée de Lundby. Sara Takanashi saute à nouveau à 100,5 mètres, elle accentue son avance, et gagne sa troisième médaille d'or individuelle consécutive en junior, avec une avance de 14,2 points sur Coline Mattel, qui gagne sa quatrième médaille individuelle, en argent cette fois-ci. La médaille de bronze revient à Maren Lundby qui remonte de la cinquième place.

###### Tableau des médailles
| Épreuves           | Or                                                              | Argent                                                                 | Bronze                                                         |
| ------------------ | --------------------------------------------------------------- | ---------------------------------------------------------------------- | -------------------------------------------------------------- |
| HS 106             | Sara Takanashi                                                  | Coline Mattel                                                          | Maren Lundby                                                   |
| HS 106 par équipes | Japon- Yūki Itō - Haruka Iwasa - Yurina Yamada - Sara Takanashi | Slovénie- Urša Bogataj - Barbara Klinec - Anja Javorsek - Spela Rogelj | France- Léa Lemare - Marie Hoyau - Julia Clair - Coline Mattel |

#### Combiné nordique
| Épreuves             | Or                                                                              | Argent                                                                 | Bronze                                                                              |
| -------------------- | ------------------------------------------------------------------------------- | ---------------------------------------------------------------------- | ----------------------------------------------------------------------------------- |
| Gundersen 10 km      | Philipp Orter                                                                   | Ilkka Herola                                                           | David Welde                                                                         |
| Gundersen 5 km       | Philipp Orter                                                                   | David Welde                                                            | Martin Fritz                                                                        |
| Par équipes 4 × 4 km | Autriche- Bernhard Flaschberger - Martin Fritz - Fabian Steindl - Philipp Orter | Allemagne- Dominik Schwaar - Terence Weber - Jakob Lange - David Welde | Norvège- Sindre Pettersen - Jarl Magnus Riiber - Sigmund Kielland - Emil Vilhelmsen |

### Championnats du monde de ski de fond des moins de 23 ans

#### Hommes
| Épreuves                                                          | Or                  | Argent             | Bronze            |
| ----------------------------------------------------------------- | ------------------- | ------------------ | ----------------- |
| 1,5 km Sprint Libre résultats détaillés                           | Sergueï Oustiougov  | Paul Goalabre      | Roman Schaad      |
| 15 km Classique résultats détaillés                               | Iivo Niskanen       | Sergueï Oustiougov | Mathias Rundgreen |
| 30 km skiathlon 15 km classique + 15 km libre résultats détaillés | Adrien Backscheider | Damien Tarantola   | Daniel Stock      |

#### Femmes
| Épreuves                                                            | Or                | Argent          | Bronze            |
| ------------------------------------------------------------------- | ----------------- | --------------- | ----------------- |
| 1,2 km Sprint Libre résultats détaillés                             | Elisabeth Schicho | Jessica Diggins | Giulia Stürz      |
| 10 km Classique résultats détaillés                                 | Martine Ek Hagen  | Célia Aymonier  | Elisabeth Schicho |
| 15 km skiathlon 7,5 km classique + 7,5 km libre résultats détaillés | Martine Ek Hagen  | Ragnhild Haga   | Teresa Stadlober  |